# Anolis gemmosus
Anolis gemmosus (аноліс О'Шонессі) — вид ігуаноподібних ящірок родини анолісових (Dactyloidae). Мешкає в Колумбії і Еквадорі.

## Поширення і екологія
Аноліси О'Шонессі мешкають в Андах на південному заході Колумбії (Нариньйо) та в Еквадорі (на південь до Котопахі). Вони живуть у вологих тропічних лісах, на висоті від 1300 до 2300 м над рівнем моря.